# Jolle de Jong
Jolle de Jong (Snikzwaag, 12 september 1907 – Wommels, 15 oktober 1989) was een schaatser die tweemaal Nederlands Kampioen op de kortebaan werd.
Hij werd in 1929 voor de eerste keer Nederlands Kampioen op de kortebaan in Joure, achter kampioen Barend van der Veen en Jacob Slof. In 1933 werd hij dat voor de tweede keer, nu in Stiens. In 1935 veroverde hij de bronzen medaille in Deersum
Jolle was de jongste uit een gezin van zes hardrijders. Hij had vier broers en een zusje die allen met schaatsprijzen thuis kwamen. Zijn oudere broer Sipke de Jong had in 1924 de eerste officiële Nederlands Kampioen kortebaan kunnen worden, maar wilde na drie kampritten niet voor de vierde maal tegen concurrent Marten Slager schaatsen.
| Jaar | Plaats | Kampioenschap |
| ---- | ------ | ------------- |
| 1929 | Goud   | NK Kortebaan  |
| 1933 | Goud   | NK Kortebaan  |
| 1934 | Brons  | NK Kortebaan  |